# Thelma Boardman
Thelma Boardman  (31 octobre 1909 - 21 avril 1978) était une actrice spécialisée dans le doublage essentiellement connue pour avoir été la voix anglophone de Minnie Mouse.
Elle commença sa carrière en faisant la voix de l'ange gardien de Donald Duck dans L'Ange gardien de Donald (1938). À partir de 1938 elle remplace Marcellite Garner à la radio puis en 1940 dans les courts métrages.
Avec la disparition des courts métrages comprenant Minnie, elle stoppe le doublage de ce personnage. Elle réalise ensuite un doublage dans le long métrage Bambi (1942) mais arrête sa carrière d'actrice ensuite. 
À partir de 1947 Minnie revient à l'écran et est doublée par Ruth Clifford.

## Filmographie
- 1938 : L'Ange gardien de Donald, ange gardien
- 1941 : Le Tourbillon, Minnie Mouse
- 1941 : Les Années 90, Minnie
- 1942 : L'Anniversaire de Mickey, Minnie
- 1942 : Out of the Frying Pan Into the Firing Line, Minnie
- 1942 : Bambi, Mrs. Quail (Mme Caille) / Girl Bunny (Petite Lapine) / Female Pheasant (Faisan femelle)